# Santo Stefano in Via Latina

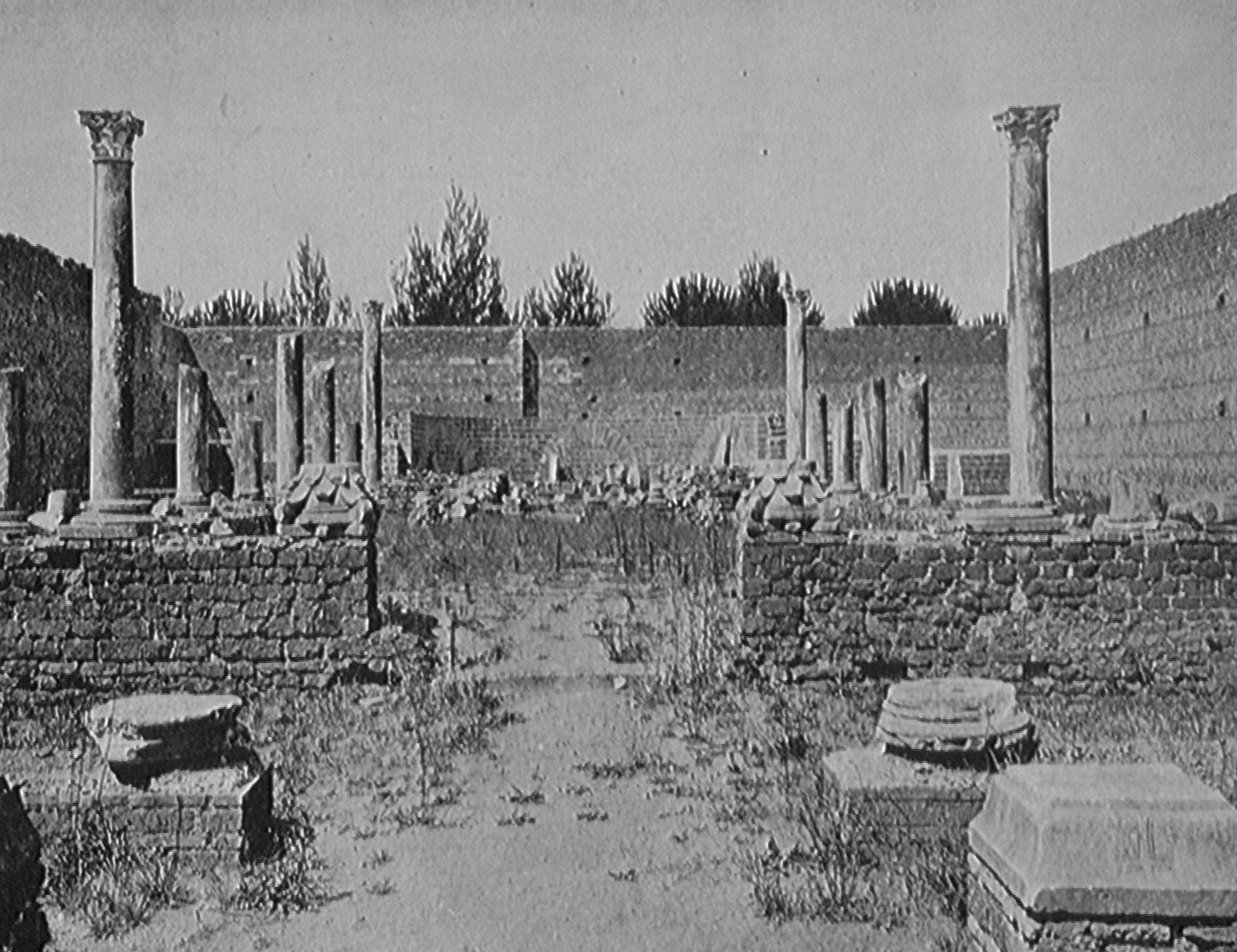
Santo Stefano in Via Latina, teilrekonstruierte Reste, Zustand 1911

Santo Stefano in Via Latina war eine Basilika des 5. Jahrhunderts auf dem Gelände einer Villa Suburbana an der dritten Meile der Via Latina vor den Stadtmauern Roms, von der heute nur noch Fundamente und einige Säulen vorhanden sind.

## Geschichte
Auf dem Gelände einer Villa Suburbana wurde im 5. Jahrhundert unter Papst Leo I. (440–461) eine Kirche errichtet. Sie lag außerhalb der Stadt beim dritten Meilenstein der Via Latina, heute unmittelbar neben dem Parco archeologico delle Tombe di Via Latina, und zwar im Winkel zwischen der im Park verlaufenden alten Via Latina sowie den heutigen Straßen Via Demetriade und Via Grottaferrata.

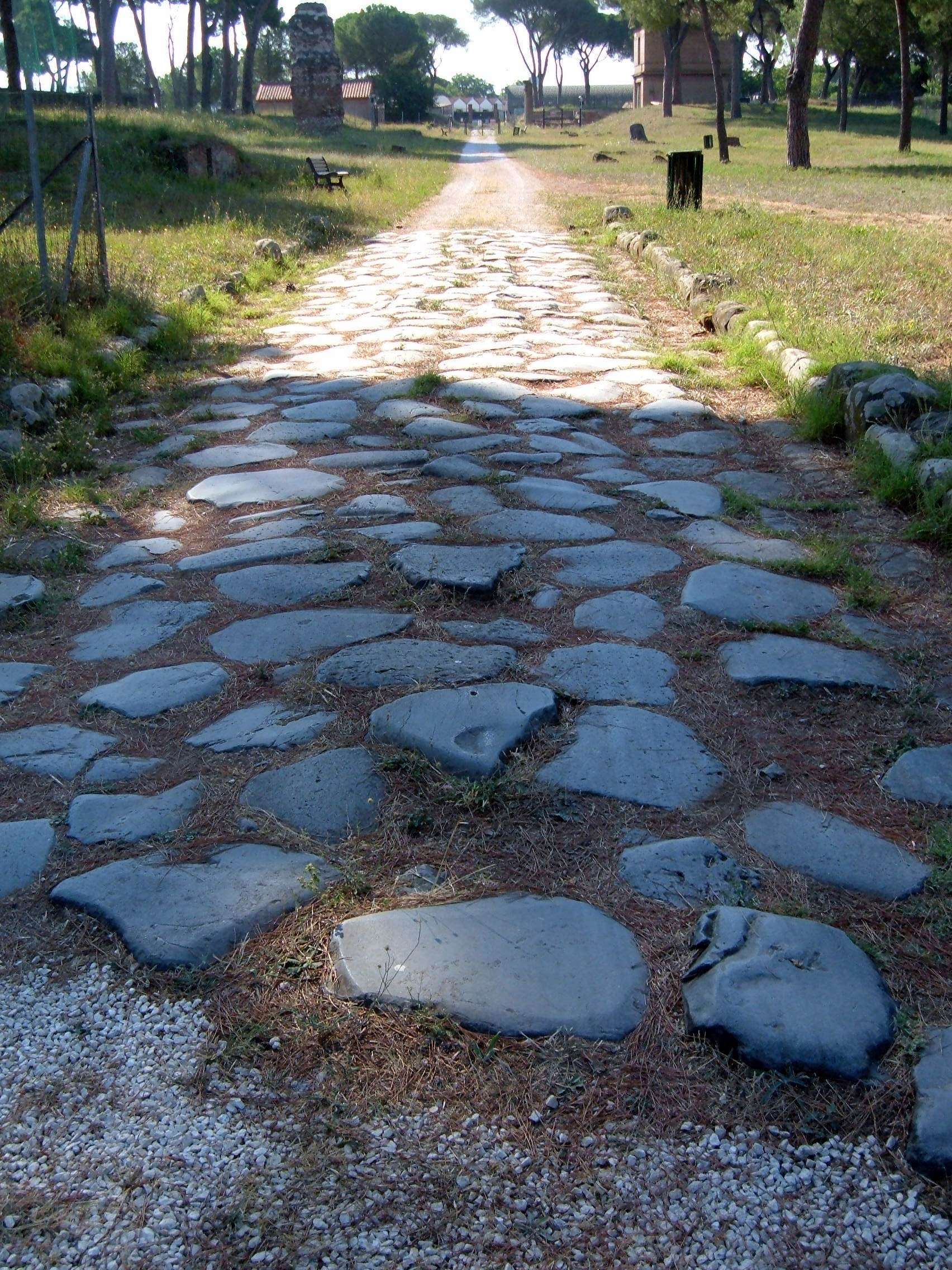
Basaltpflaster der alten Via Latina (2. Jh.) im heutigen Parco archeologico delle Tombe di Via Latina

Aus dem Liber Pontificalis ist zu entnehmen, dass die Kirche von einer Demetrias auf eigenem Grund gestiftet worden ist, nachdem sie sich zum Christentum bekannt hatte. Wahrscheinlich handelt es sich um Demetrias, Tochter des Anicius Hermogenianus Olybrius, Konsul des Jahres 395. Sie war im Jahr 410 beim Einfall Alarichs I. in Italien nach Nordafrika geflohen, wurde dort zum Christentum bekehrt und stand in regem Austausch mit Augustinus von Hippo, Pelagius und Hieronymus. Eine bei der Ausgrabung 1858 gefundene Bauinschrift gibt ihren Namen als Amnia Demetrias. Nach deren Tod veranlasste laut der Inschrift Papst Leo I. den Bau der Kirche und folgte hierin dem letzten Willen der Stifterin. Ein Presbyter Tigrinus führte die Aufsicht über den aus den Mitteln der Stifterin ausgeführten Bau, der wohl auf dem Besitz der in der Spätantike äußerst einflussreichen römischen Aristokratenfamilie der Anicier errichtet wurde.
Papst Leo III. (reg. 795–816) ließ die Dächer der Basilika erneuern, Leo IV. (reg. 847–855) stattete sie mit neuen liturgischen Gewändern und Antependien aus. Danach gibt es keine Erwähnung von Santo Stefano in Via Latina mehr. Da die Basilika weit abseits der Siedlungsbereiche des damaligen Rom lag, dürfte sie im späten 9. Jahrhundert verfallen und aufgegeben worden sein.
Die Ruinen wurden 1857 wiederentdeckt und 1858 unter Leitung der Päpstlichen Kommission für Sakrale Archäologie ausgegraben und gesichert.

## Baubeschreibung
Es war eine dreischiffige Basilika (ca. 36 × 21 m) mit der Apsis im Westen und einem Narthex im Osten. Sie wurde um das Jahr 470 fertiggestellt und dem Märtyrer Stephanus geweiht. Das Mittelschiff war durch je acht Säulen mit korinthischen Kapitellen von den Seitenschiffen getrennt, wahrscheinlich in Arkaden-Konstruktion. Der Bau ist mit der etwas älteren Basilika San Vitale in Rom vergleichbar.
In der westlichen Hälfte des Mittelschiffs konnte eine Schola cantorum mit Ambonen nachgewiesen werden. Der Altar in der Mitte der Apsis barg wahrscheinlich Reliquien, die durch eine fenestella confessionis an den Breitseiten sichtbar waren. Vom rechten Seitenschiff aus gelangte man in einen Anbau, der als Baptisterium mit einem Taufbecken eingerichtet war. Die Portikus und einige Säulen des Narthex sollen aus den dortigen antiken Villenbauten entnommen worden sein.

## Mausoleum
Wie die Grabungen ergeben haben, befand sich unterhalb der Schola cantorum ein Mausoleum aus vorchristlicher Zeit, das im 5. Jahrhundert als Grabkammer genutzt worden ist.